# 컨버터 (만년필)
컨버터(영어: Converter)는 만년필에서 스크루, 피스톤을 활용해 잉크를 넣는 잉크통 또는 이것을 끼워서 쓰는 방식을 말한다. 이를 이용해 물을 주입했다가 빼는 방식으로 만년필 컨버터를 이용해 세척을 하기도 한다.

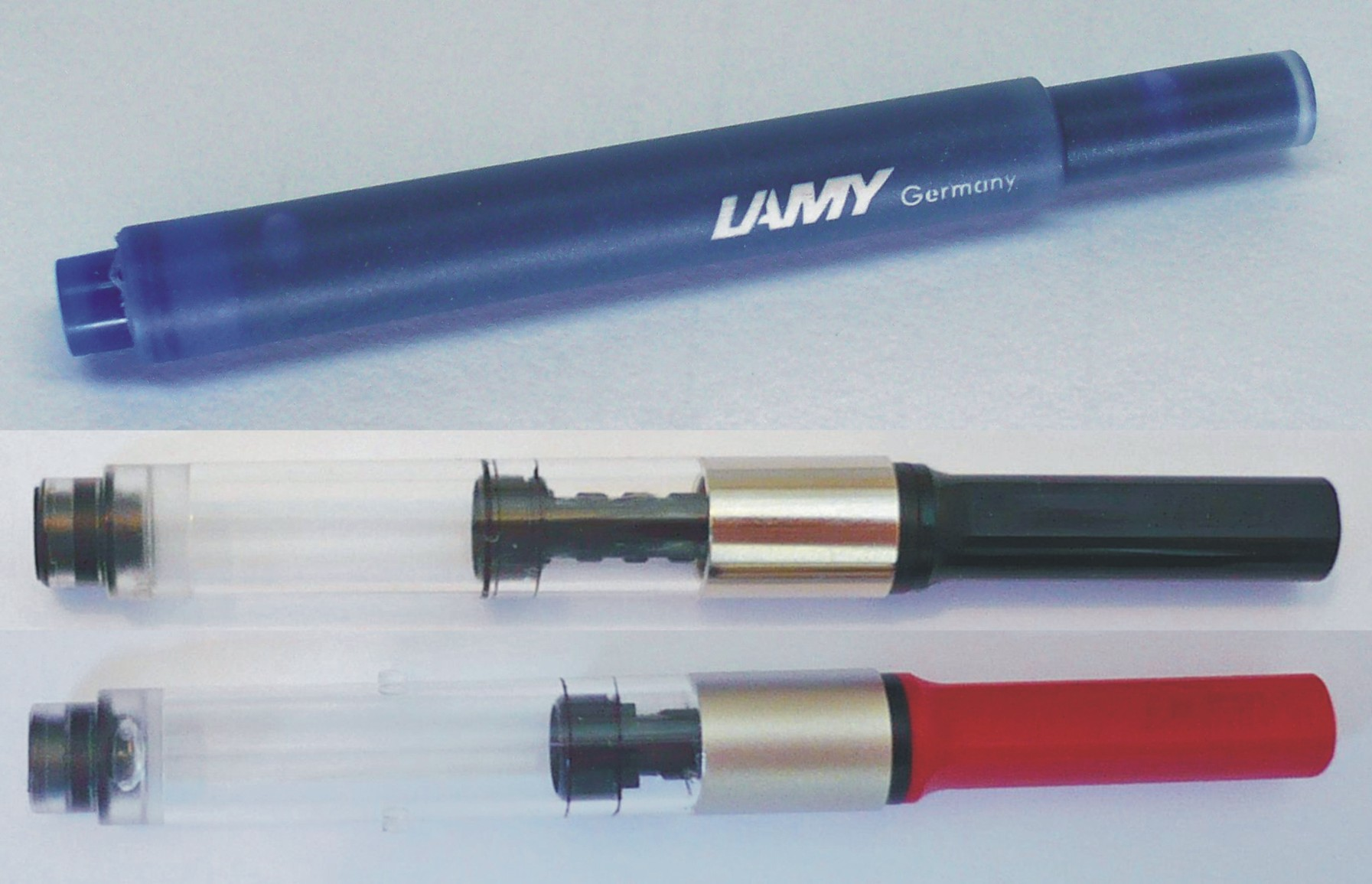
피스톤 컨버터의 모습.

## 피스톤 컨버터
피스톤 컨버터(Piston Converter)란 카트리지에 피스톤이 달린 형태를 의미한다. 주로 손잡이를 돌려 잉크를 채운다. 파커에서 나온 저가형 컨버터는 주사기처럼 잡아당기는 방식도 있다. 대부분 카트리지 겸용으로 사용 가능하며, 가장 대중적인 방식. 가장 간편한 편이지만, 잉크 저장량은 가장 적다.

## 스퀴즈 컨버터
스퀴즈 컨버터(Squeeze conveter)란 몸통에 달린 버튼을 스포이드처럼 누르고 떼면서 잉크를 채우는 방식을 말한다. 파이롯트의 CON-20 등 일부 제품에서 사용된다. 에어로매트릭 필러와의 차이는 컨버터 특성상 피드와 연결된 숨관(브레스 튜브)가 존재하지 않는다는 것이다. 때문에 에어로매트릭 필러보다는 성능이 떨어진다.